# Gaio Crastino
Gaio Crastino (Repubblica romana, 85 a.C. – Farsalo, 9 agosto 48 a.C.) è stato un centurione romano. Primipilus
(Giulio Cesare, De bello civili libro III, 91)

## Biografia
Iniziò la sua carriera militare nel 65 a.C., servendo nell'VIII e nella IX Legione, fu trasferito nel 61 a.C. nella X Legione con il grado di centurione. Servì poi sotto Giulio Cesare come primipilo della X legione durante la guerra gallica, fu presente durante la Battaglia di Alesia e durante lo scontro con gli Elvezi.
Infine, fu richiamato nella X Legione durante la guerra civile, con il grado di centurione. Morì eroicamente durante la Battaglia di Farsalo il 9 agosto del 48 a.C., lanciandosi per primo contro il fronte pompeiano, dopo essersi battuto coraggiosamente, venne ucciso con un colpo di spada che lo raggiunse direttamente in pieno viso. Lo storico Appiano riporta che, dopo la battaglia, Cesare in persona tributò il caduto con solenni riti funebri, e che fece erigere un altare in suo onore. Verrà ricordato da Giulio Cesare nei suoi Commentarii de bello civili.

## Citazioni nelDe bello civili
(Giulio Cesare, De bello civili libro III, 90)
(Giulio Cesare, De bello civili libro III, 99, 2)